# Вальделоса
Вальделоса (ісп. Valdelosa) — муніципалітет в Іспанії, у складі автономної спільноти Кастилія-і-Леон, у провінції Саламанка. Населення — 498 осіб (2010).
Муніципалітет розташований на відстані близько 190 км на північний захід від Мадрида, 24 км на північний захід від Саламанки.
На території муніципалітету розташовані такі населені пункти: (дані про населення за 2010 рік)
- Ла-Іскаліна: 0 осіб
- Вальделоса: 467 осіб
- Валенсія-де-ла-Енком'єнда: 31 особа

## Демографія
Динаміка населення (INE ):

## Зовнішні посилання
- Провінційна рада Саламанки: індекс муніципалітетів [Архівовано 23 квітня 2009 у Wayback Machine.]
- Посилання на Google Maps